# Karl Nagel (Politiker, 1960)

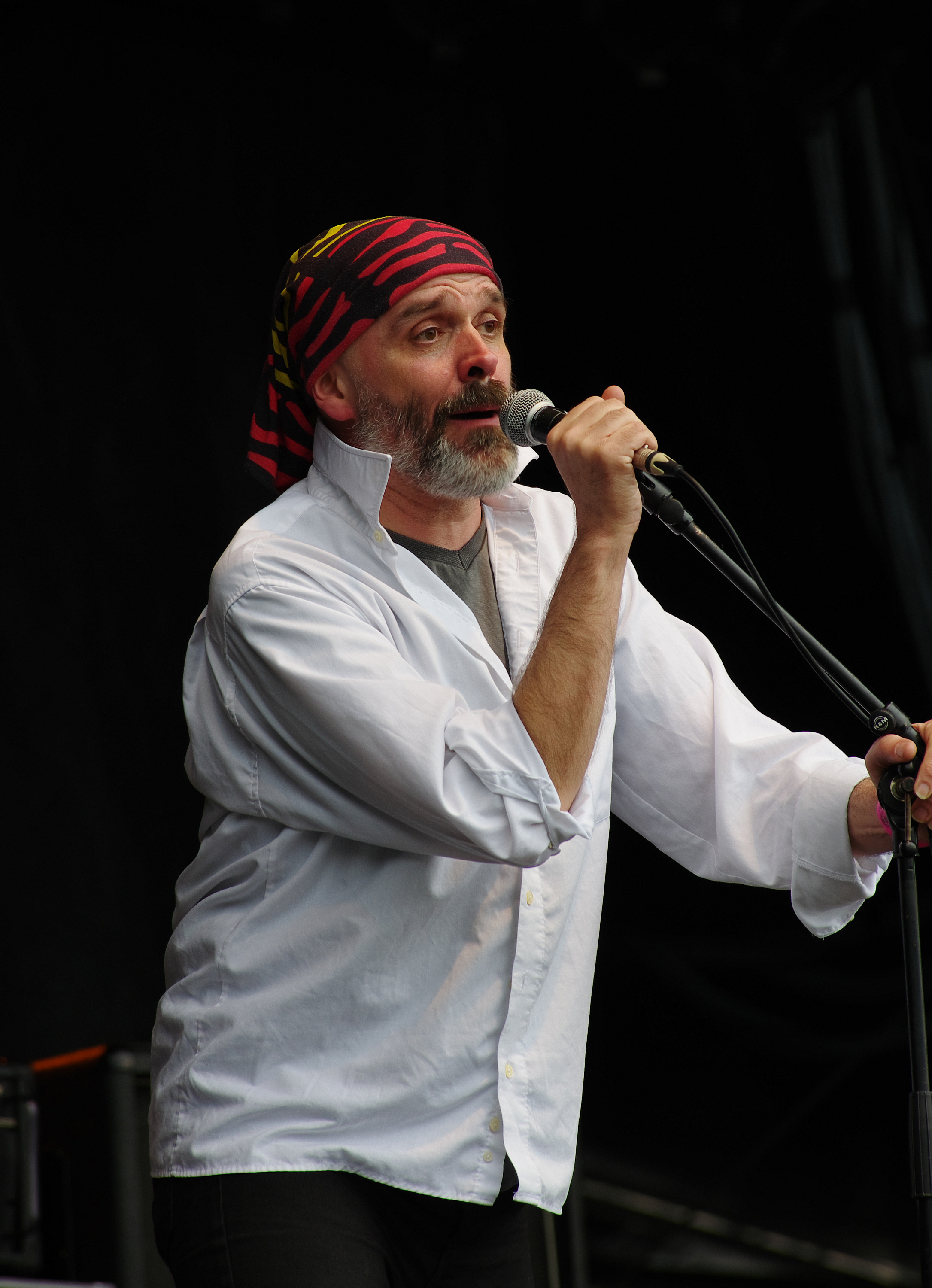
Karl Nagel als Sänger der Band Kein Hass da beim Ruhrpott Rodeo 2013

Karl Nagel (eigentlich Peter N. Altenburg; * 9. Dezember 1960 in Wuppertal) ist ein deutscher Künstler und ehemaliger Politiker der Kleinpartei Anarchistische Pogo-Partei Deutschlands. Seit 1981 trägt er den Künstlernamen „Karl Nagel“.

## Politische Aktivitäten
In den 1980ern war Nagel Mitinitiator der Hannoverschen Chaostage und der Anarchistischen Pogo-Partei Deutschlands (APPD) sowie Herausgeber und Hauptautor der Parteizeitung Armes Deutschland. In den 1990er Jahren war er treibende Kraft bei der Neugründung der APPD und der Wiederauflage der Chaostage ab 1994.
Im Jahre 2001 traf er sich mit dem Neonazi Christian Worch und sorgte so für einige Verwirrung. Am 1. September 2002 beendete er seine politische Tätigkeit mit einem inszenierten „politischen Selbstmord“. In seinen „Bunkerbriefen“ dokumentierte er den Weg zu dieser Entscheidung und übte Kritik an den radikalen Rändern des politischen Spektrums und an der Konkurrenzgesellschaft.
1998 trat als APPD-Kanzlerkandidat zur Bundestagswahl 1998 an, für die vorgezogene Bundestagswahl 2005 war er als Wahlkampfmanager der APPD tätig. Seine Kampagne brachte es bis auf Seite Zwei der Bildzeitung, der damalige Innenminister Otto Schily war über den Wahlwerbespot empört. Durch gezielte Desinformation und das Spiel mit der Erwartungshaltung von Massenmedien und anderen Beteiligten gelang es ihm, mit Flugblättern und über das Internet eine breite Öffentlichkeit zu schaffen.
Bei der Bürgerschaftswahl in Hamburg 2015 sollte er als Spitzenkandidat der Partei Die PARTEI antreten, im November 2014 kam es wegen „unüberwindbarer programmatischer Differenzen“ jedoch zu einer einvernehmlichen Trennung.

## Autor und Herausgeber
Als Herausgeber und Autor der Science-Fiction- und Comic-Magazine „Gorgol“ und „Fantastrips“ trat Karl Nagel erstmals öffentlich in Erscheinung. In den 1980er Jahren brachte er sechs Ausgaben seiner Punk-Szenezeitschrift „Hackfleisch“ heraus, die die Entwicklung der Punkszene kontrovers kommentierte. In den 1990er Jahren wurde Nagel als Autor des Punk/Hardcore-Magazins ZAP tätig und gab 1995 die Sonderausgaben „Streetpunk“, „Punker-Terror“ sowie die ersten „Bunkerbriefe“ heraus.
2005 gründete Karl Nagel das Zeichnerstudio Alligator Farm in Hamburg. Mit Wittek konnte er einen erfahrenen Comic-Zeichner für die Ausbildung von jungen Talenten gewinnen. Aus dieser Kaderschmiede entstammen die Comic-Zeichner Vincent Burmeister, Simone Kesterton, Philip Cassirer und Till Felix.
Im Rahmen der Alligatorfarm und durch seine Kontakte zu Klaus N. Frick, dem Chefredakteur der Perry-Rhodan-Serie, ließ er die Perry-Rhodan-Comics neu entstehen. Nachdem Karl Nagel 2007 seine Tätigkeit für die Alligator Farm beendet und den Verlag Mitarbeitern übergeben hatte, kehrte er 2011 als Produzent der Hauptgeschichte der Perry-Comics zur Alligator Farm zurück. Zuvor hatte er in einem neuen Verlag sechs Ausgaben des Comicmagazins „DIE!ODER WIR“ herausgegeben und dabei nach einer Anzeige des Verfassungsschutzes einem Indizierungsantrag der Bundesprüfstelle für jugendgefährdende Medien erfolgreich entgegenwirken können.

## Musik und Kabarett
1984 startete Karl Nagel als Sänger in der Punkband Alte Kameraden. Im Jahresabstand wurde die Band umbenannt: Aus den Alten Kameraden wurde Preußens Gloria und daraus Morbid Outburst. 1988 ließ Karl Nagel mit der Neugründung der Hardcore-Band Militant Mothers den Punkrock hinter sich. Nach mehreren LPs wurden 1992 die Militant Mothers aufgelöst und Karl Nagel nahm für über eineinhalb Jahrzehnte Abschied von der Musik. 
Seit 2008 stand Nagel wieder als Frontman der Band Kein Hass da auf der Bühne. Dafür übersetzte er diverse Songs der amerikanischen Band Bad Brains ins Deutsche, wobei sein Schwerpunkt nicht die wortwörtliche Übersetzung war, sondern der Rhythmus der Sprache sowie die Tonalität des gesungenen Textes. Mit der Band trat er auch live auf, unter anderem 2013 beim Musikfestival Ruhrpott Rodeo.
2010 begann Karl Nagel mit dem Idiotenklavier ein weiteres Projekt. Entlang seiner eigenen Biographie kommentierte er hier Erlebnisse aus früheren Jahren und sang dazu passende Songs dieser Zeit. Ergänzt wurde die Live-Präsentation durch kabarettistische Elemente, Filme und Fotos. Mit diesem Programm tourte er seit 2011 durch viele deutsche Städte.
Für den Deutschlandfunk sollte Karl Nagel über die Premiere des Theaterstücks Chaostage – Der Ausverkauf geht weiter in der Cumberlandschen Galerie des Staatstheater Hannover berichten. Dabei wurde er von einem der Schauspieler angesprochen und griff diesem in den Schritt.

## Film und Foto
Seit 2007 betreibt Nagel ein Fotoarchiv zur deutschen Punk-Szene. Es ist mittlerweile die vermutlich größte Sammlung von Punkrockfotos der Welt. 2008 wirkte Karl Nagel als Interviewpartner in dem Punkfilm Chaostage – We Are Punks! von Tarek Ehlail mit. Er stellte Archivmaterial zur Verfügung und unterstützte die Produktion beratend und mit Kontakten.
Karl Nagel ist verheiratet, hat eine Tochter und lebt zeitweise in Südfrankreich.

## Veröffentlichungen
Buch
- Schlund. Archiv der Jugendkulturen, Hirnkost, Berlin 2018, ISBN 978-3-947380-22-0[18]

LP
- Hymnen aus dem Schlund, Vinyl, LP, Kino Ohne Talent, D 2018